# Vratislav Lokvenc
Vratislav Lokvenc, češki nogometaš, * 27. september 1973, Náchod, Češkoslovaška.